# Pimplaetus taishanensis
Pimplaetus taishanensis är en stekelart som beskrevs av He 1996. Pimplaetus taishanensis ingår i släktet Pimplaetus och familjen brokparasitsteklar. Inga underarter finns listade i Catalogue of Life.